# Fuzăuca
Fuzăuca è un comune della Moldavia situato nel distretto di Șoldănești di 814 abitanti al censimento del 2004.